# Starship Troopers (film)
Vous lisez un « bon article » labellisé en 2017.
Pour les articles homonymes, voir Starship Troopers.
Série Starship Troopers
Starship Troopers 2
(2004)
Pour plus de détails, voir Fiche technique et Distribution.
Starship Troopers, ou Les Patrouilleurs de l'espace au Québec, est un film américain de science-fiction militaire réalisé par Paul Verhoeven et sorti en 1997. Le scénario d'Edward Neumeier est librement inspiré du roman Étoiles, garde-à-vous ! (Starship Troopers, 1959) de Robert A. Heinlein.
L'histoire suit plusieurs jeunes gens issus de la ville de Buenos Aires durant leur formation militaire puis pendant une guerre interstellaire entre l'humanité et un peuple extraterrestre nommé « Arachnides ». Carmen entre à l’académie des pilotes spatiaux tandis que Carl choisit d’être officier scientifique. Pour leur part, Dizzy et Johnny s’engagent dans l'Infanterie mobile. Ce sont ces deux derniers qui affronteront en première ligne les puissants guerriers Arachnides lors de l’attaque de la planète Klendathu par la Fédération terrienne.
Edward Neumeier commence l’écriture du scénario en 1992. La préproduction du film dure plus de quatre ans. Le tournage en lui-même se déroule d'avril à octobre 1996, principalement au studio de Sony Pictures à Culver City et dans plusieurs autres lieux en Californie mais aussi au Dakota du Sud et au Wyoming pour les extérieurs. La musique du film est composée et dirigée par Basil Poledouris.
Paul Verhoeven présente son œuvre comme une satire qui utilise l'ironie et l'hyperbole pour dénoncer le fascisme mais également l’impérialisme américain. Il s’écarte du thème de l’œuvre originale, le militarisme, pour mieux le dénoncer.
Starship Troopers est un film tout juste rentable qui divise les critiques. Il est nommé pour un Oscar et remporte deux Saturn Awards. Il sort en vidéo fin 1998 et a engendré plusieurs suites mais aussi des produits dérivés.

## Synopsis

### Présentation de l'univers
Dans un futur lointain, les pays de la Terre se sont regroupés au sein de la Fédération, un gouvernement mondial et une stratocratie. Cette Fédération se lance alors dans la conquête de l’espace. Les Terriens colonisent des planètes et explorent de nouveaux systèmes planétaires. Ils entrent également en relation avec des civilisations extraterrestres. Petit à petit, ils se trouvent menacés par l’une d'entre elles, la belliqueuse civilisation des Arachnides. En effet cette race d’insectes géants lance des attaques ponctuelles depuis son système de Klendathu.
Au sein de la Fédération, les Terriens sont répartis en deux groupes bien distincts :
- les « citoyens », qui ont effectué leur Service Fédéral au sein de l’armée. Ils défendent l'organisme politique auquel ils appartiennent, si besoin est au péril de leur vie[a 2]. Ils disposent de toutes les possibilités dans la vie de la Cité, à savoir celles de voter[a 3], d'avoir des bourses pour financer leurs études, d'obtenir plus rapidement l'autorisation d'enfanter et de faire carrière en politique ou dans l'armée ;
- les « civils », eux, ne disposent pas des droits octroyés aux citoyens, mais peuvent les obtenir en effectuant leur Service Fédéral dans l’armée de la Fédération[a 2]. Cependant, les riches n'ont pas besoin d'être citoyens et ne courent donc pas le risque d'être mutilés ou tués durant leur service[1].

### Déroulement du synopsis
Des élèves de Buenos Aires, qui viennent de finir leurs études, décident de faire leur Service Fédéral, encouragés par leur professeur de philosophie morale, Jean Rasczak. Johnny Rico et Dizzy Flores se retrouvent dans l'infanterie mobile, tandis que Carmen Ibanez se destine à devenir pilote de vaisseau spatial et Carl Jenkins, ayant des capacités télépathiques, devient un officier de renseignement. Dizzy s’engage dans le même corps d'armée que Rico car elle est amoureuse de lui, mais ce n'est pas réciproque, car il sort déjà avec Carmen. Mais cette dernière, en tant que pilote de vaisseau, comprend rapidement qu’un avenir commun avec Rico semble impossible et envoie donc un message vidéo à Johnny pour lui annoncer qu'elle rompt avec lui. Elle se rapproche par la suite de Zander, son lieutenant instructeur à bord du Rodger Young.

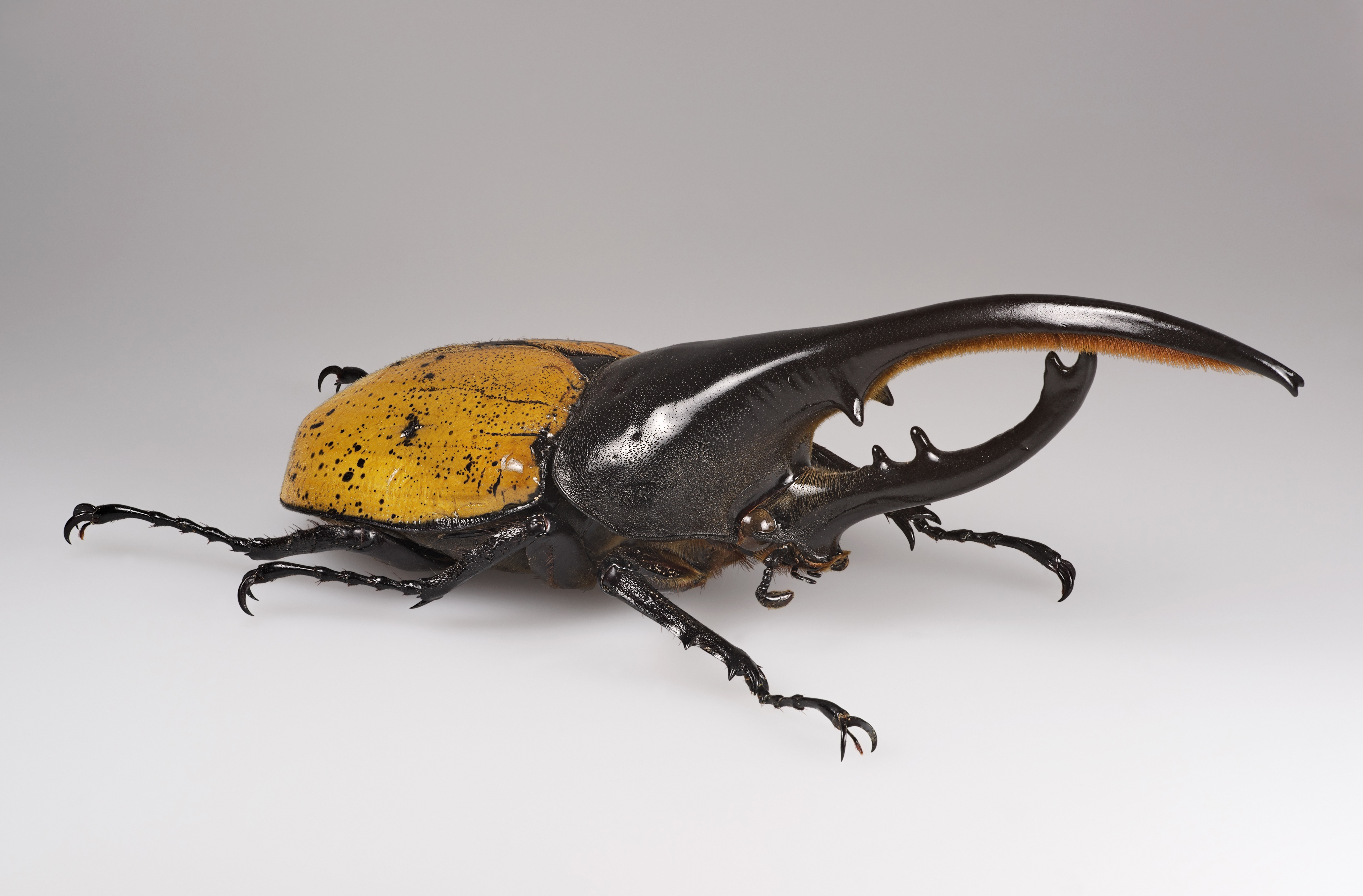
Le Dynaste Hercule est l'un des modèles graphiques du guerrier arachnide.

L'entraînement impitoyable commence alors pour Rico et les autres nouvelles recrues sous la direction du sergent Zim. Quelques semaines après leur arrivée au camp d’entraînement, les soldats apprennent qu’un astéroïde, dévié par l'espèce extraterrestre des Arachnides, a détruit Buenos Aires, causant des millions de morts. L’événement est un casus belli et le Conseil fédéral se réunit à Genève. Le chef des armées, le Sky Marshall Dienes, ordonne la mobilisation générale. Mais la guerre est loin d'être ce que la propagande officielle promet : le débarquement sur Klendathu est un massacre pour les troupes humaines, déchiquetées par les Arachnides, traités couramment de « parasites ». Les humains subissent cent mille morts en un jour, dont plusieurs camarades de Rico et Dizzy. À la suite de cette déroute, Dienes démissionne. Sa remplaçante, le Sky Marshall Tehat Meru doit revoir entièrement la stratégie de la Fédération face aux puissants Arachnides.
Gravement blessé durant les combats sur Klendathu, Rico passe plusieurs jours en soins intensifs et se retrouve même par erreur sur la liste des morts au combat. Une fois rétabli, il est affecté avec Ace et Dizzy, les seuls survivants de son unité, chez les « Francs-tireurs », commandés par le lieutenant Rasczak, l'ancien professeur de Rico et Dizzy.
La nouvelle stratégie de la Fédération consiste à nettoyer d'abord les systèmes avoisinant Klendathu une planète à la fois. La première cible est la planète Tango Urilla, où les Francs-tireurs parviennent à éradiquer sans trop de problèmes les Arachnides qu'ils rencontrent et où Rico prouve ses capacités en éliminant à lui tout seul un énorme Arachnide cracheur de feu. Au cours de la nuit de célébration de cette victoire, Rico finit par succomber aux avances de Dizzy avant que les Francs-Tireurs ne répondent à un appel de détresse d'un avant-poste de la planète P. Le lendemain, ils y découvrent la garnison décimée par les Arachnides. L'appel de détresse s’avère être un piège des Arachnides, qui avaient infiltré le cerveau d'un des soldats, qui attaquent une nouvelle fois la base.
Les Francs-Tireurs n'ont d'autre choix que de demander leur évacuation. En attendant l'arrivée de la navette de secours, ils se battent avec l'énergie du désespoir contre une immense armée d'Arachnides. Finalement, une navette d'évacuation conduite par Carmen et Zander arrive enfin pour secourir les survivants. Mais Rasczak est mortellement blessé et demande alors à Rico de l'achever pour qu'il ne tombe pas dans les griffes de l’ennemi. Dizzy est elle-aussi gravement touchée et meurt à l'intérieur de la navette dans les bras de Johnny. Carmen découvre à ce moment-là que Rico n'est finalement pas mort. Lors des funérailles de Dizzy, les deux amis retrouvent Carl, qui est devenu colonel au sein du service scientifique de l’armée. Ce dernier leur révèle qu'il croit à l’existence d’un insecte doué d'intelligence qui dirige en secret les autres Arachnides depuis la planète P. L'armée de la Fédération projette donc une offensive générale pour capturer ce Cerveau. Pour cela, Carl promeut Rico nouveau lieutenant des Francs-Tireurs.

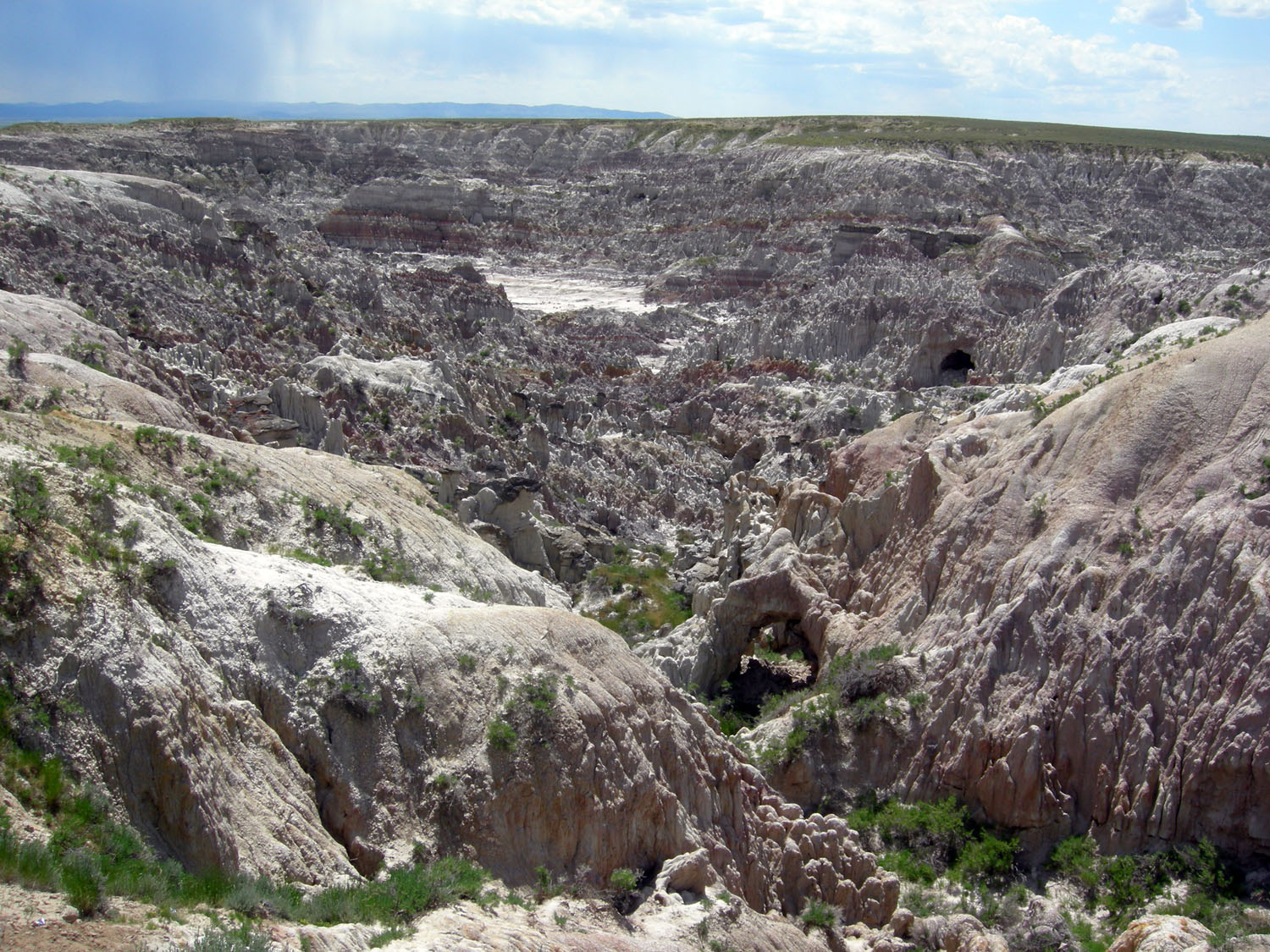
Paysage de la planète P.

Lors de la mission sur P., la flotte spatiale subit un puissant pilonnage de la part de l'artillerie arachnide. Le Rodger Young, le vaisseau que pilote Carmen est sévèrement endommagé et elle doit s’éjecter avec Zander du navire par une navette de secours. Lors de sa descente vers P., elle envoie un appel de détresse. Rico, qui a déjà débarqué sur P., se lance alors à son secours avec Ace. Guidé par son intuition, Johnny parvient à la retrouver. Elle est en mauvaise posture car le Cerveau Arachnide l'a capturée. Zander a son cerveau aspiré par le proboscis de l'Arachnide qui s’apprête à faire de même avec le crâne de la jeune femme. Rico menace alors le Cerveau avec une petite tête nucléaire. Comprenant le danger, le chef des Arachnides relâche Carmen et s'enfuit. Johnny et ses amis font de même, pris en chasse par la garde rapprochée du Cerveau.
Après s'être débarrassée de ses poursuivants, la petite troupe retrouve l'armée de la Fédération en liesse. Elle découvre alors que le Cerveau a été capturé. C'est Zim, l’ancien sergent instructeur de Rico et qui a demandé sa rétrogradation comme deuxième classe pour pouvoir retourner sur le champ de bataille, qui a réussi cet exploit. Après avoir constaté la capture du chef des Arachnides, Carl rejoint Rico et Carmen. Il leur promet que les humains seront bientôt victorieux de la guerre qu’ils mènent contre les Arachnides.

## Personnages
Le récit consacre un temps important à la présentation des principaux protagonistes avant la guerre. Selon Paul Verhoeven, « les effets spéciaux ne sont efficaces que parce que vous vous souciez du destin des héros ». Le réalisateur présente donc dès le début du film un triangle amoureux entre Johnny, Carmen et Dizzy durant la scène de la classe,. Les principaux personnages sont donc :
- Johnny Rico : il est un jeune homme naïf amoureux de sa camarade de cours Carmen. Il croit qu’en faisant la guerre, il aura la fille de ses rêves. À l’instar des Arachnides, Johnny est un corps vide contrôlé par des cerveaux extérieurs, Carl le télépathe et Carmen la pilote[6],[5]. Il a cependant un potentiel de leader[1].
- Carmen Ibanez : elle est une jeune femme dont l’objectif principal est de devenir pilote. Bien qu’elle soit amoureuse de Johnny, elle se montre cruelle et égoïste à son égard[6]. Elle adore flirter[1]. Elle arbore en permanence un sourire éclatant d’une largeur maximale, d’une blancheur et d’une brillance parfaite[7],[8]. Elle s'avère être un pilote de haut niveau[1].
- Dizzy Flores[Note 4] : elle est une femme forte qui sait manier le fusil et est douée sur un terrain de football. Elle n'a qu'une faiblesse, son amour inconditionnel pour Johnny[1].
- Carl Jenkins : il est un type sympathique en apparence mais en réalité, il se préoccupe peu des valeurs humaines. Il utilise sa connaissance technologique pour humilier son ami Johnny. Carl est également télépathe. L'une de ses scènes est d'ailleurs inspirée par une expérience du célèbre parapsychologue des années 1950 et 1960 : Joseph Banks Rhine. Le parcours de Carl est également inspiré par celui de Strelnikov, un personnage du Docteur Jivago (1965), qui est au début idéaliste puis devient très dur et est prêt à sacrifier tout le monde à la fin[1].

## Fiche technique
Sauf indication contraire, les informations mentionnées dans cette section peuvent être confirmées par les bases de données cinématographiques IMDb et Allociné,  présentes dans la section « Liens externes ».
- Titre original et français : Starship Troopers
- Titre québécois : Les Patrouilleurs de l'espace[9]
- Réalisation : Paul Verhoeven
- Scénario : Edward Neumeier, d'après le roman Étoiles, garde-à-vous ! de Robert A. Heinlein
- Musique : Basil Poledouris
- Direction artistique : Bruce Robert Hill et Steven Wolff
- Décors : Allan Cameron
- Costumes : Ellen Mirojnick
- Photographie : Jost Vacano
- Son : Stephen Hunter Flick, Kevin O'Connell, Greg P. Russell
- Montage : Mark Goldblatt et Caroline Ross
- Effets spéciaux : Amalgamated Dynamics, Banned from the Ranch Entertainment, Boss Film Studios, Compound Eye, Industrial Light & Magic, Kevin Yagher Productions, Sony Pictures Imageworks et Tippett Studio
- Production : Jon Davison et Alan Marshall
  - Coproduction : Frances Doel, Stacy Lumbrezer, Edward Neumeier et Phil Tippett
- Sociétés de production : Big Bug Pictures[Note 5] et Digital Image Associates, présenté par Touchstone Pictures et TriStar Pictures
- Sociétés de distribution : TriStar Pictures (États-Unis) ; Gaumont Buena Vista International (France) ; Buena Vista International (Suisse romande)
- Budget : 95 millions de $[10] ; 105 millions de $[11]
- Pays de production :  États-Unis
- Langue originale : anglais
- Format : couleur (Technicolor) — 35 mm — 1,85:1 — son DTS / SDDS / Dolby Digital / Dolby Atmos
- Genre : action, aventure, science-fiction, horreur, thriller, dystopie
- Durée : 129 minutes
- Dates de sortie[12] :
  - États-Unis, Québec : 7 novembre 1997[9]
  - France, Belgique, Suisse romande : 21 janvier 1998[13],[14],[15]
- Classification :
  - États-Unis : les enfants de moins de 17 ans doivent être accompagnés d'un adulte (R – Restricted)[Note 6]
  - France : interdit aux moins de 12 ans[13],[16]
  - Belgique : tous publics (Alle Leeftijden)[14]
  - Québec : 13 ans et plus (violence - horreur) (13+ / 13 years and over)[9]

## Distribution
Sauf indication contraire, les informations mentionnées dans cette section peuvent être confirmées par la base de données cinématographiques IMDb,  présente dans la section « Liens externes ».
- Casper Van Dien (VF : Damien Boisseau ; VQ : Gilbert Lachance) : Johnny Rico
- Dina Meyer (VF : Marjorie Frantz ; VQ : Danièle Panneton) : Dizzy Flores
- Denise Richards (VF : Anneliese Fromont ; VQ : Sophie Léger) : Carmen Ibanez
- Jake Busey (VF : Mark Lesser ; VQ : Alain Zouvi) : Ace Levy
- Neil Patrick Harris (VF : Vincent Ropion ; VQ : Joël Legendre) : Carl Jenkins
- Clancy Brown (VF : Marc Alfos ; VQ : Jean-Marie Moncelet) : sergent Zim
- Seth Gilliam (VF : Maurice Decoster) : « Sugar » Watkins
- Patrick Muldoon (VF : Bruno Choël) : Zander Barcalow
- Michael Ironside (VF : Gabriel Le Doze ; VQ : Mario Desmarais) : Jean Rasczak
- Rue McClanahan : professeur de biologie
- Marshall Bell : général Owen
- Eric Bruskotter : Breckinridge
- Matt Levin : « Kitten » Smith
- Blake Lindsley : Katrina
- Anthony Ruivivar : Shujimi
- Brenda Strong : capitaine Deladier
- Dean Norris : commandant du camp d'entraînement
- Christopher Curry (VF : Vincent Grass) : Monsieur Rico
- Lenore Kasdorf (VF : Monique Thierry) : Madame Rico
- Tami-Adrian George : Djana'D
- Teo : caporal Bronski
- Steven Ford[Note 7] : lieutenant Willy
- Ungela Brockman : caporal Birdie
- Curnal Achilles Aulisio : sergent Gillespie
- Greg Travis : correspondant de guerre
- Bruce Gray : Sky Marshall Dienes
- Denise Dowse : Sky Marshall Tehat Meru
- Robert David Hall : sergent recruteur de l'Infanterie Mobile
- Amy Smart (VQ : Camille Cyr-Desmarais) : pilote cadet Stack Lumbreiser[Note 8]
- Timothy Omundson : médium

- Version française réalisée par Dubbing Brothers sous la direction artistique de Michel Derain et Philippe Videcoq[17].
- Version québécoise réalisée par Covitec sous la direction artistique d’Olivier Reichenbach[18].

Sources doublage : Doublage Québec, RS Doublage, Voxofilm et Doublagissimo,.

Photos des principaux interprètes.
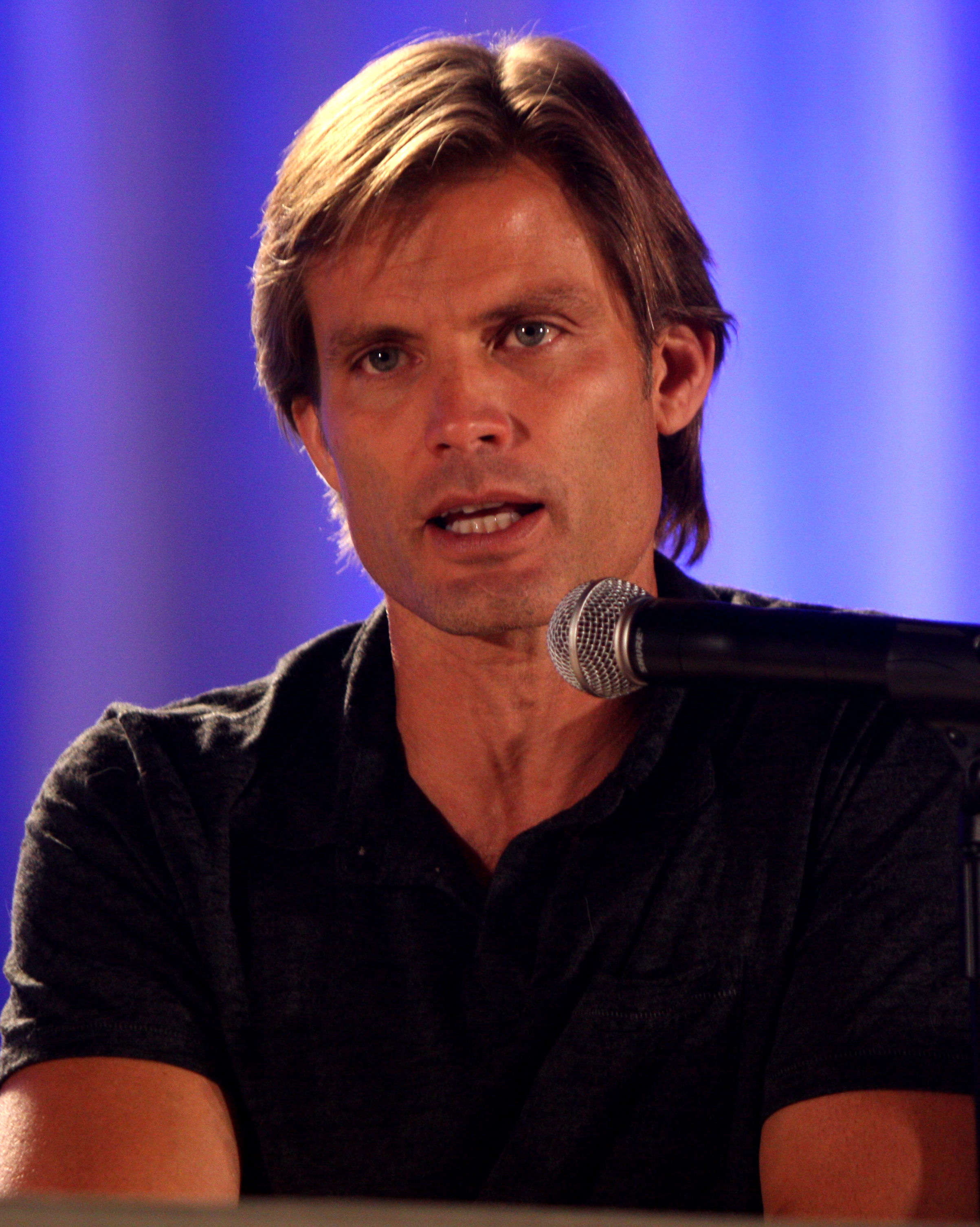
Casper Van Dien en 2012.
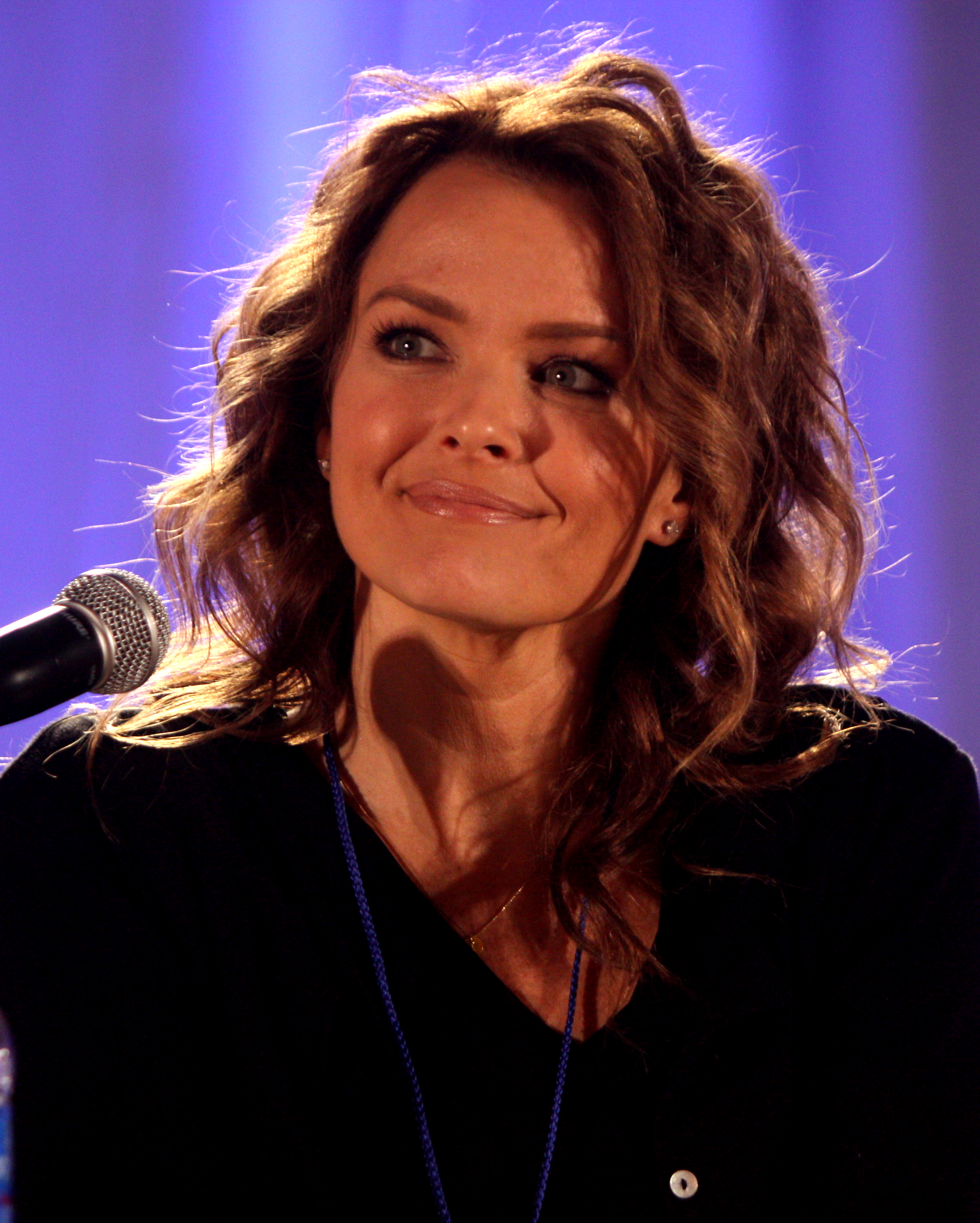
Dina Meyer en 2012.
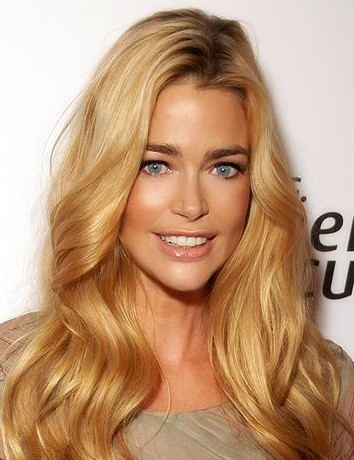
Denise Richards en 2009.
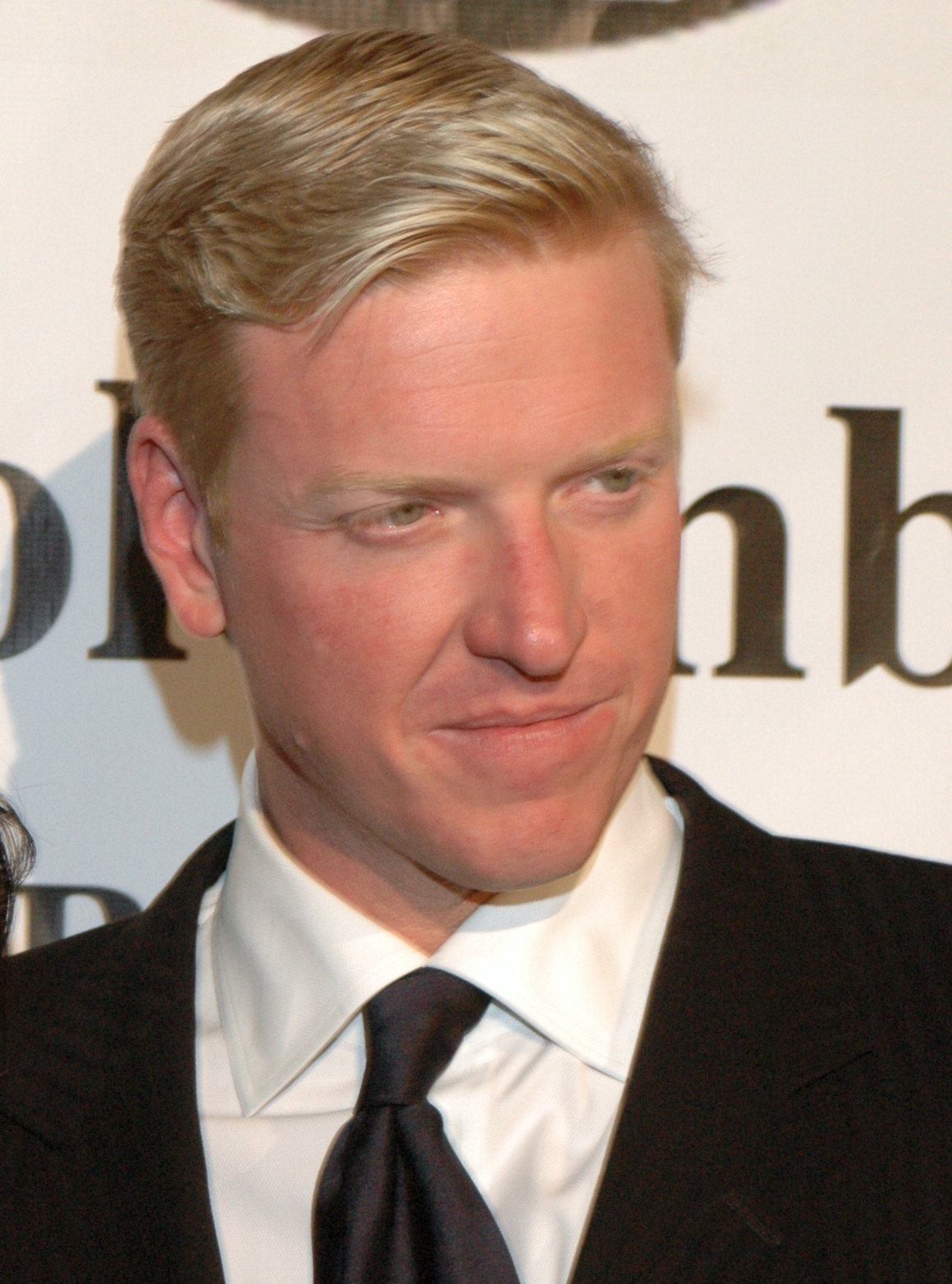
Jake Busey en 2009.
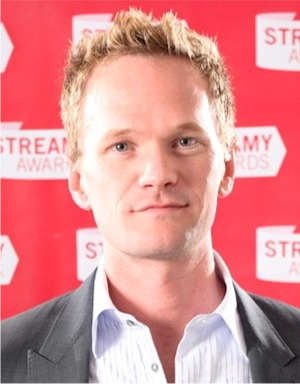
Neil Patrick Harris en 2009.
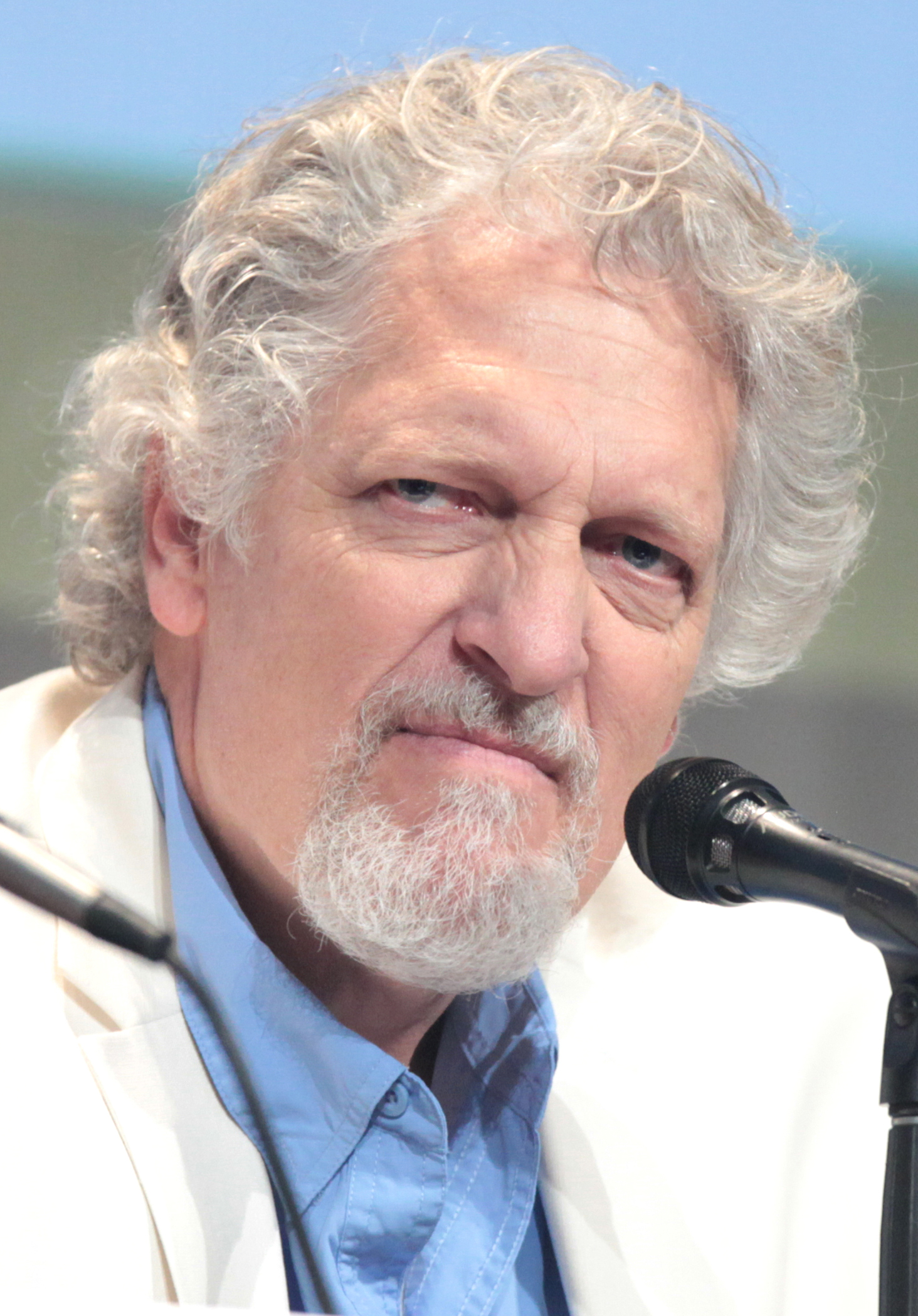
Clancy Brown en 2015.

## Production

### Développement
Après la réalisation du film RoboCop en 1987, le producteur Jon Davison et le scénariste Ed Neumeier souhaitent retravailler ensemble sur un film de science-fiction mettant en scène une guerre entre les humains et une race d’extraterrestres. En 1992, Davison découvre le livre Étoiles, garde-à-vous ! de Robert A. Heinlein où le thème est très proche de l'idée qu'il avait en tête. Il en achète donc les droits d'adaptation et demande à Neumeier d'en tirer un scénario dont le titre de travail est Bug Hunt at Outpost Nine. Le scénariste écrit une trentaine de pages que Davison propose naturellement au réalisateur de RoboCop : Paul Verhoeven. Celui-ci avait quitté son pays natal, les Pays-Bas, pour les États-Unis où il avait d’abord tourné RoboCop, puis Total Recall en 1990 avec en vedette la grosse star de l'époque Arnold Schwarzenegger et Basic Instinct en 1992 avec Sharon Stone,,,.
Le potentiel du synopsis impressionne Verhoeven qui décide d'en faire un film de guerre « comme il s'en tournait tant dans les années 1940 et 50, avec pour héros des jeunes gens pleins d'idéaux »,. Pour cela, le réalisateur étudie les films de Leni Riefenstahl, la réalisatrice officielle du Troisième Reich, et la série documentaire de propagande américaine Pourquoi nous combattons (Why We Fight - 1942-1945),. Neumeier ajoute également au scénario un côté ironique et hyperbolique pour dénoncer le fascisme et la guerre.
Paul Verhoeven demande à Scott E. Anderson, responsable des trucages optiques vaisseau spatial, de concevoir et réaliser une gamme d'appareils à l'aspect rude et carré pour qu'ils collent au mieux aux styles des avions de combat de la Seconde Guerre mondiale. Il les veut également massifs et lents comme des paquebots. Il a fallu plus d'un an aux constructeurs de maquettes et aux artistes des effets spéciaux de Sony Pictures Imageworks et Industrial Light & Magic pour construire les vaisseaux qui transportent les soldats. Une autre société, Boss Film, est également appelée en renfort pour finir à temps tous les vaisseaux. Pour la scène du sport futuriste, c'est le producteur Alan Marshall qui a conçu les règles de ce mélange de football américain et de gymnastique en salle.
Verhoeven impose à Davison la présence de Phil Tippett au poste de responsable des effets de créature. En effet, le réalisateur a œuvré avec celui-ci sur RoboCop et cherchait depuis plusieurs années à retravailler avec lui. Tippett est un spécialiste des effets spéciaux qui a précédemment travaillé pour les studios Industrial Light & Magic de George Lucas. Il a notamment travaillé sur La Guerre des étoiles, L’Empire contre-attaque, Le Retour du Jedi et Jurassic Park. Pour ces deux derniers films il a même remporté un Oscar pour son travail.

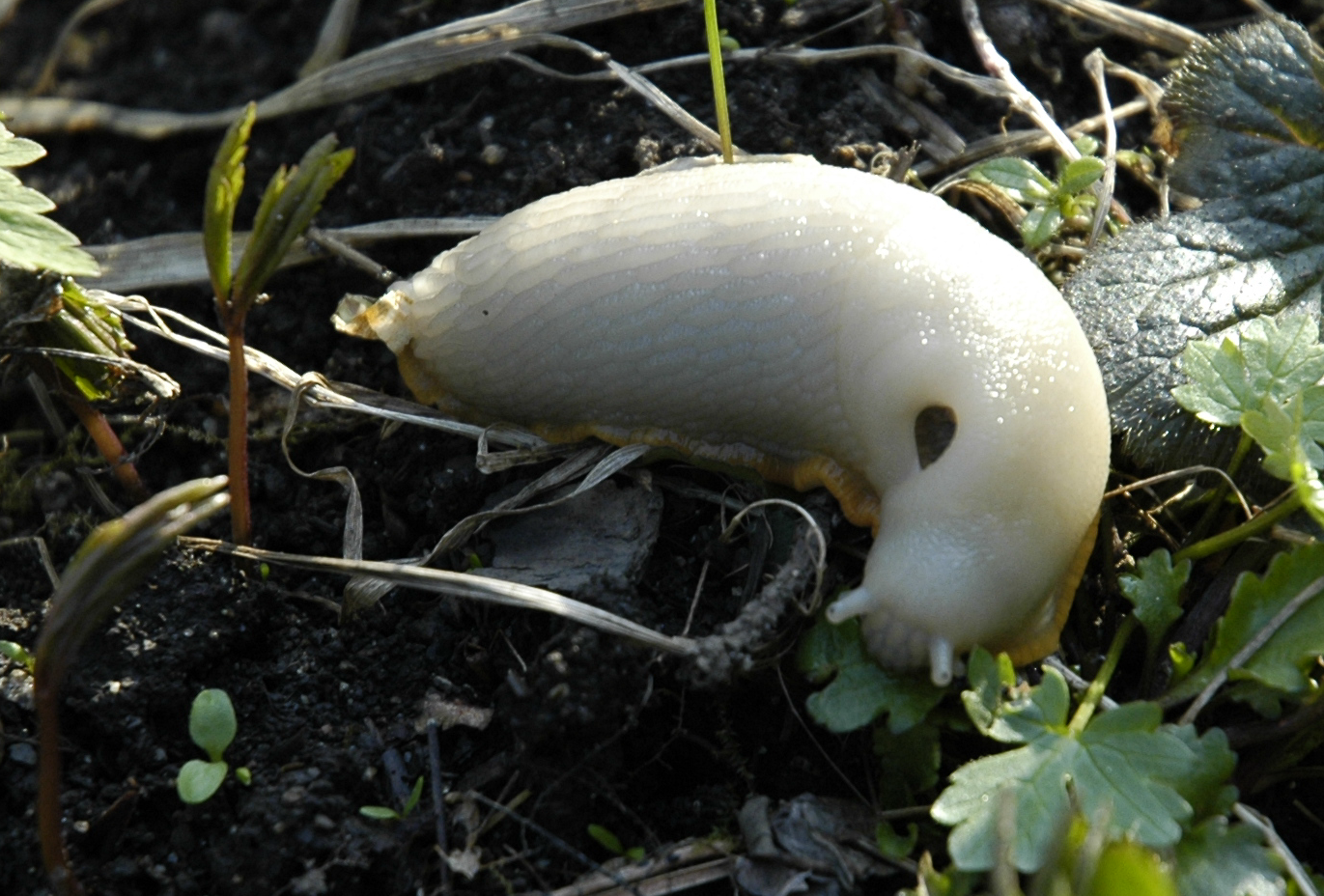
La limace blanche est le modèle graphique du cerveau arachnide.

Pour Starship Troopers, Verhoeven souhaite que les ennemis des humains soient biologiquement différents pour se permettre de les tuer sans le moindre sentiment. Dans le roman les ennemis sont des arthropodes mais aussi des humanoïdes. Le metteur en scène trouve plus intéressant de n’avoir à faire qu'à des vrais monstres, des créatures gigantesques dont le corps est l’arme. Tippett se documente alors beaucoup sur les insectes pour que, malgré leur aspect monstrueux, les ennemis ne fassent rien qui ne soit pas possible dans la réalité. En très peu de temps, il crée avec l’aide de sa collaboratrice et épouse Jules Roman six sortes d’Arachnides,. Il crée également une hiérarchie militaire pour que chacun d'eux ait un rôle bien distinct : les « scarabées des sables » sont les ouvriers, les « cuirassés » sont les armes incendiaires, les « criquets » sont l'appui aérien, les « guerriers » sont les troupes au sol, les « plasmas » sont la lutte antiaérienne et le « cerveau » est le général,. Le Cerveau est plus particulièrement l’œuvre de Craig Hayes, un des assistants de Tippett. Verhoeven voulait pour celui-ci qu'il ne puisse pas marcher et qu'il soit porté par des Arachnides plus petits car il n'est plus qu'un immense cerveau, une sorte de dieu diabolique à plusieurs yeux à l'image des monstres créés par l'auteur H. P. Lovecraft. Sur les plans larges, il est représenté en images de synthèse et sur les plans serrés, il s'agit d'une immense marionnette manipulée par une dizaine de personnes.
Outre le travail de Phil Tippett qui supervise les effets créatures pour Tippett Studio et Scott E. Anderson qui supervise les effets des vaisseaux pour Sony Pictures Imageworks, d’autres types d’effets spéciaux sont réalisés. Mark Sullivan supervise les matte painting représentant Fort Joe Smith et Buenos Aires détruits pour la société Compound Eye. Les maquillages et prothèses sont l’œuvre de Kevin Yagher pour Kevin Yagher Productions. Les explosions et effets pyrotechniques sont réalisés par John Richardson. Les effets spéciaux numériques lunaires sont supervisés par Scott Squires pour la société Industrial Light & Magic (ILM). Les rayons lasers rouges et bleus sont l’œuvre de Peter Kuran d'ILM qui avait déjà réalisé ce genre d’effets pour les premiers films Star Wars.
40 % du budget du film est alloué aux effets visuels qui sont en très grande quantité. Au total, plus de cinq cents plans en bénéficient dont la moitié pour les Arachnides,.

### Attribution des rôles
Voulant parodier les feuilletons et teen movies américains, Paul Verhoeven choisit les comédiens principaux pour leurs traits réguliers et leurs caractères lisses pour reprendre le style des bandes dessinées,. Les personnages principaux sont donc majoritairement issus de feuilletons à succès. Casper Van Dien a joué dans On ne vit qu'une fois (en 1993-1994), lui et Dina Meyer ont aussi joué dans Beverly Hills 90210 (en 1993-1994), Patrick Muldoon a joué dans Des jours et des vies (en 1992-1995) et Melrose Place (en 1995-1996), Seth Gilliam vient du Cosby Show (en 1990-1991) et Neil Patrick Harris est le héros de la série Docteur Doogie (1989-1993),.
Le réalisateur retrouve également les interprètes Michael Ironside, Marshall Bell et Dean Norris qu'il avait dirigés dans Total Recall en 1990.

Photos des interprètes déjà dirigés par Verhoeven.
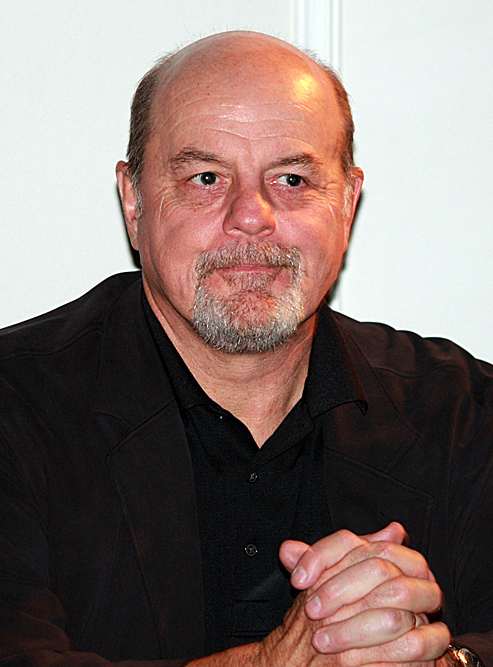
Michael Ironside en 2009.
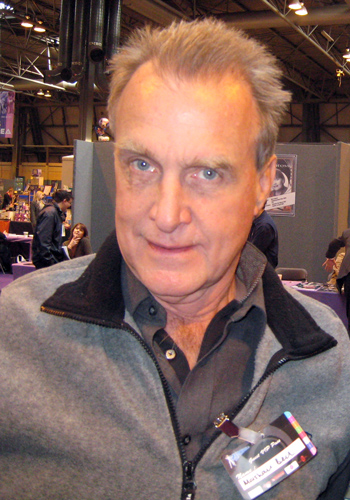
Marshall Bell en 2008.
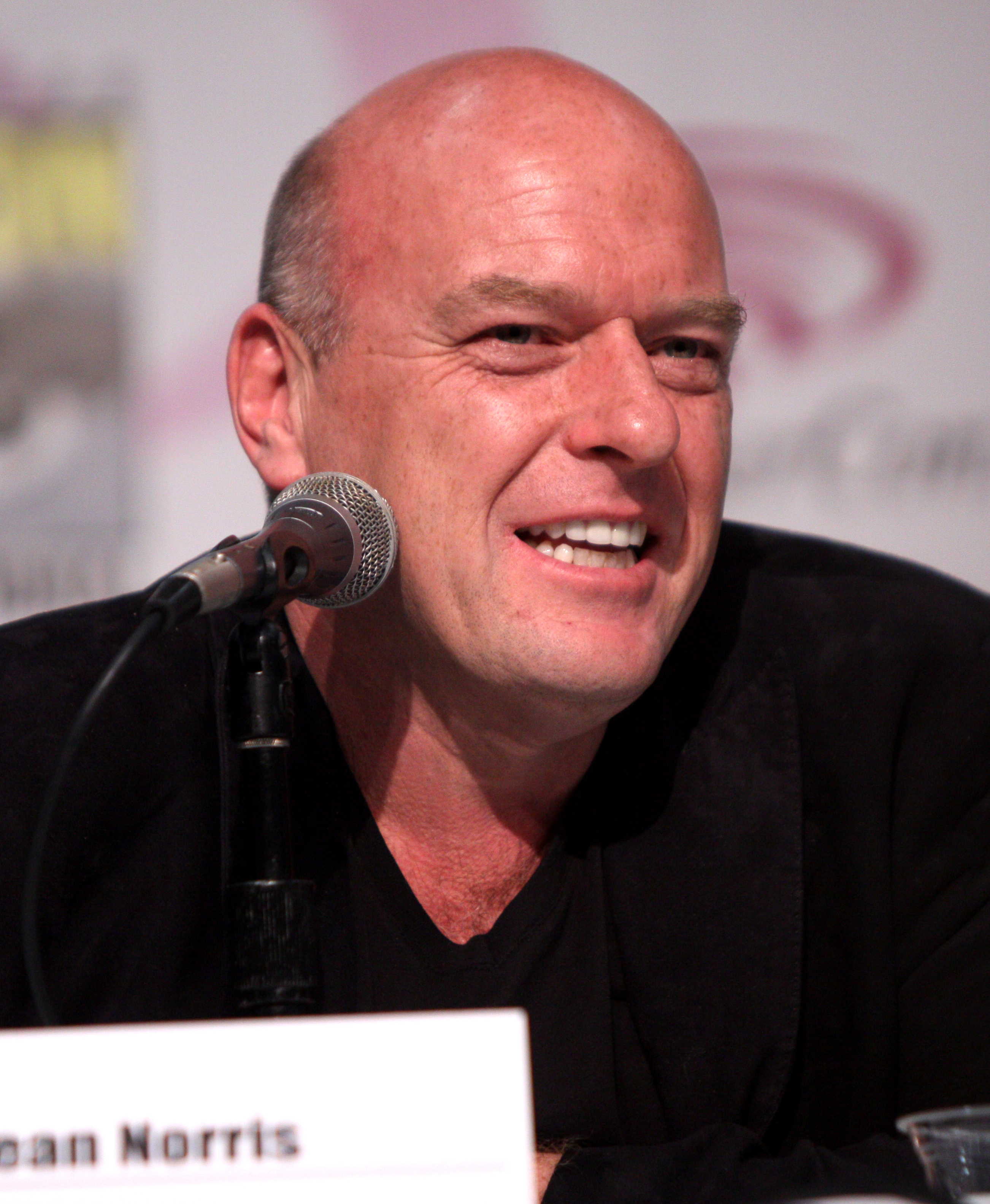
Dean Norris en 2013.

### Tournage
Le tournage s'est déroulé du 29 avril au 23 octobre 1996 dans les Sony Pictures Studios de Culver City et dans plusieurs autres lieux en Californie. La Henman House à Malibu est utilisée pour représenter la maison de famille de Johnny Rico. La salle de classe de philosophie morale se trouve dans le Kaiser Permanente Medical Center à Baldwin Park. Le stade de football en salle se trouve dans la Walter Pyramid à Long Beach,. Les parcs extérieurs de la pyramide ont également servi pour tourner deux scènes coupées au montage. Le palais des congrès de Los Angeles figure le hall d’entrée de l’astroport terrien. Le camp d’entraînement de Rico est construit dans le parc régional Mile Square à Fountain Valley sur une ancienne piste d'atterrissage de la Seconde Guerre mondiale,,. Le campement de nuit des « Francs-Tireurs » est, lui, réalisé dans le parc naturel de Vasquez Rocks.
La scène de la douche collective gêne beaucoup les interprètes. Ils ont en effet du mal à jouer nus. Pour les rassurer, l’actrice Dina Meyer propose alors que le réalisateur et le directeur de la photographie soient également déshabillés pour que toutes les personnes sur le plateau soient dans les mêmes conditions. Verhoeven et son équipe acceptent et obtiennent alors une scène bien plus naturelle.

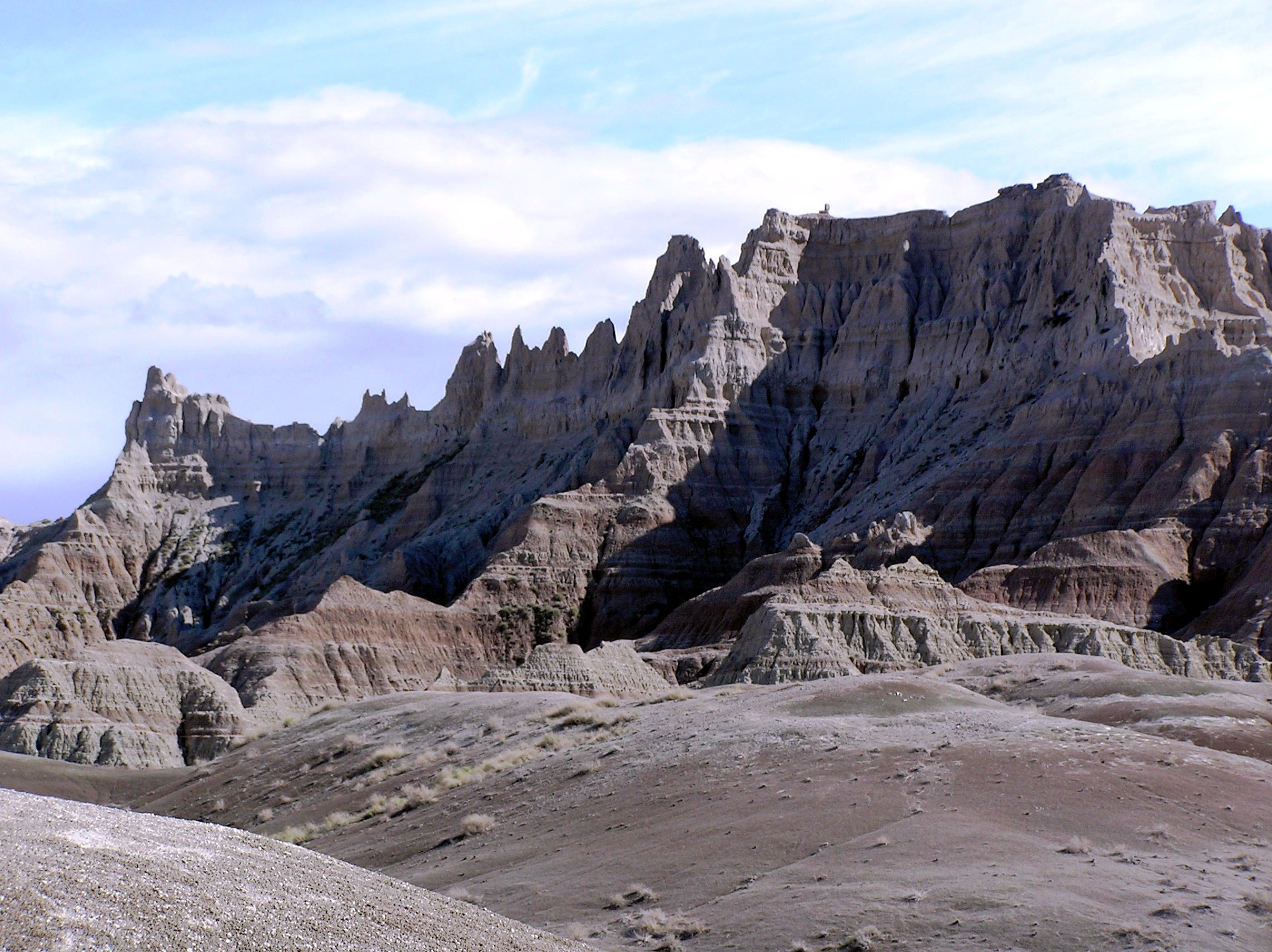
Le parc national des Badlands au Dakota du Sud.

Pour les extérieurs représentant les planètes des Arachnides, l’équipe du film a quitté la Californie pour deux autres États. Pour la planète Tango Urilla, la plupart des plans ont été tournées dans le parc national des Badlands au Dakota du Sud. Pour la planète P, où se déroule la bataille finale, il s’agit de l'escarpement d'Hell's Half Acre au Wyoming,.
Comme les Arachnides sont créés numériquement en postproduction, Phil Tippett aide Paul Verhoeven dans la direction des comédiens face aux monstres invisibles sur le plateau. Ainsi, pour représenter ces monstres, Tippett et un de ses assistants courent sur le plateau avec des longues tiges servant à simuler la taille et la vitesse des insectes. Pour obtenir l'effroi des interprètes, Verhoeven hurle ou crie « ils attaquent ».
Pour la scène où Johnny Rico monte sur le très gros Arachnide nommé « cuirassé », une grosse carapace est construite par le superviseur des effets spéciaux John Richardson et monté sur un tracteur pour simuler, dans les gros plans, la présence de l'acteur Casper Van Dien sur l'insecte géant. Ces plans sont ensuite combinés à d'autres plans où l'acteur et l'insecte sont réalisés en images de synthèse devant des plans filmés par l'assistant réalisateur Vic Armstrong. Les scènes se déroulant dans le poste de pilotage du vaisseau sont tournées, elles, en plateau autour d'un fond vert. Des lampes sont déplacées autour du cockpit pour simuler l'attaque des « plasmas ». Pour la navette de sauvetage, c'est un plateau à balancier qui est utilisé pour réaliser les tremblements.

### Postproduction
Le film est une coproduction des sociétés Touchstone Pictures (filiale de Walt Disney Company) et TriStar Pictures (filiale de Sony Pictures Entertainment) mais est essentiellement porté par cette dernière. Durant les deux ans de production, les dirigeants de Sony Pictures se succèdent et aucun n’est resté plus de quatre mois. De plus, Verhoeven entretient de très bons rapports avec les dirigeants de Tristar, société qui a déjà distribué Total Recall et Basic Instinct. Le réalisateur n’a donc subi aucune pression ou censure. Il n’a coupé que très peu de choses au montage. Il s’agit essentiellement de scènes qu’il a jugées après coup inutiles. Selon lui, le film correspond à sa vision initiale pour « 90 à 95 % »,. Verhoeven a abandonné deux scènes qui approfondissent les rapports entre Johnny et Carmen (Sur la pelouse du lycée et Départ immédiat), deux scènes montrant le rapprochement de Carmen avec Zander (Zander console Carmen et Dans la cabine de Carmen) et un baiser entre Carmen et Johnny à la fin du film (Le baiser de la fin). Ces scènes sont également coupées car lors de la projection test les spectateurs ont protesté bruyamment. En effet, ils n’approuvent pas qu'une fille puisse embrasser deux garçons.
Verhoeven reconnait que sa vision ne correspond pas aux canons de la production hollywoodienne de l’époque. Ce n’est qu’après le montage que le nouveau directeur de Sony découvre le film. Il s’offusque alors de voir des drapeaux nazis dans le film mais le metteur en scène élude la question en précisant qu’ils ne sont pas de la même couleur,.

### Bande originale
Pour composer la musique du film, Paul Verhoeven se tourne vers Basil Poledouris avec qui il avait déjà collaboré pour RoboCop. Le compositeur dispose de six mois pour livrer la musique. Après avoir écouté les premières versions des morceaux, Paul Verhoeven indique au compositeur qu’il souhaite faire de la musique qui doit accompagner le vaisseau spatial Rodger Young, le thème central du film.
La musique, une fois terminée, est très proche par plusieurs aspects des images qu’elle illustre. Elle est héroïque, hyperactive, puissante et parfois angoissante. Cependant les différentes musiques ne sont pas facilement différentiables et se fondent finalement dans un grand ensemble. De plus, l’orchestre qui enregistre la musique est assez classique et n’utilise pas de sons de synthèse qui auraient pu apporter un contraste.
La plupart des thèmes sont liés à l’armée mais deux sont plus romantiques. Pour le réseau d’information totalitaire, Poledouris écrit Fed Net March, une marche militaire avec des roulements de tambours. Dans Klendathu Drop, qui accompagne l'invasion du monde des Arachnides, Poledouris ouvre la scène avec des cuivres sur un ton impétueux et patriotique. Le compositeur utilise principalement les timbales pour représenter les Arachnides. Cela est particulièrement audible dans le morceau qui leur est spécifiquement consacré : Bugs. D’autres morceaux se détachent également de l’ensemble. Il y a Dizzy’s Funeral, où la présence des cordes est plus significative et Brainbug qui comporte un crescendo presque religieux pour figurer l’immense et gluant Cerveau Arachnide. La bande originale contient également deux chansons interprétées par la fille de Poledouris, Zoë. La première Into It est une composition originale. La seconde I Have Not Been to Paradise, est une reprise de I Have Not Been to Oxford Town, une chanson composée par David Bowie en 1995. Elle est la seule référence temporelle du film puisqu'elle parle de la fin du XXIIIe siècle.
Paul Verhoeven utilise également plusieurs morceaux non inclus dans la bande originale. Pour la scène de bagarre entre le héros Rico et son rival en amour Zander, il utilise par exemple la chanson Fade into You du groupe Mazzy Star. De même, la musique que joue le personnage Ace Levy au violon est La Golondrina. C’est un hommage au film La Horde sauvage (1969). C’est en effet cette musique qui accompagne la horde à son arrivée en ville et lors de son départ.
Le travail de Basil Poledouris sur Starship Troopers est parfois comparé au style des compositeurs David Arnold et Jerry Goldsmith mais en moins flamboyant. La bande originale sort en CD chez Varèse Sarabande le 4 novembre 1997. En 2016, elle ressort en version longue sur deux CD.
| Liste des morceaux | Liste des morceaux                                 | Liste des morceaux | Liste des morceaux | Liste des morceaux | Liste des morceaux | Liste des morceaux | Liste des morceaux | Liste des morceaux | Liste des morceaux |
| No                 | Titre                                              | Durée              |                    |                    |                    |                    |                    |                    |                    |
| ------------------ | -------------------------------------------------- | ------------------ | ------------------ | ------------------ | ------------------ | ------------------ | ------------------ | ------------------ | ------------------ |
| 1.                 | Fed Net March                                      | 0:49               |                    |                    |                    |                    |                    |                    |                    |
| 2.                 | Klendathu Drop                                     | 4:29               |                    |                    |                    |                    |                    |                    |                    |
| 3.                 | Punishment / Asteroid Grazing                      | 4:50               |                    |                    |                    |                    |                    |                    |                    |
| 4.                 | Tango Urilla                                       | 3:50               |                    |                    |                    |                    |                    |                    |                    |
| 5.                 | Hopper Canyon                                      | 2:44               |                    |                    |                    |                    |                    |                    |                    |
| 6.                 | Bugs!!                                             | 2:20               |                    |                    |                    |                    |                    |                    |                    |
| 7.                 | Dizzy's Funeral                                    | 1:18               |                    |                    |                    |                    |                    |                    |                    |
| 8.                 | Destruction of Roger Young                         | 3:27               |                    |                    |                    |                    |                    |                    |                    |
| 9.                 | Brainbug                                           | 3:59               |                    |                    |                    |                    |                    |                    |                    |
| 10.                | They Will Win                                      | 4:01               |                    |                    |                    |                    |                    |                    |                    |
| 11.                | Into It - Composé et interprété par Zoë Poledouris | 4:36               |                    |                    |                    |                    |                    |                    |                    |
| 36:23              |                                                    |                    |                    |                    |                    |                    |                    |                    |                    |

## Accueil

### Accueil critique
Starship Troopers divise les critiques de cinéma. Sur le site Rotten Tomatoes, il obtient le score de 63 % pour un total de cinquante-neuf critiques. Il dispose d'une note plus basse, à 51 % basée sur vingt avis, sur le site Metacritic. En France, le film reçoit également des critiques mitigées, notamment sur le site Allociné, avec une note de 3,2 étoiles sur 5 à partir de l'interprétation de 5 titres de presse.

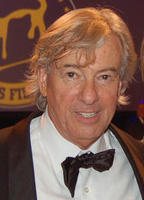
Paul Verhoeven en 2006.

Beaucoup de critiques américaines sont particulièrement violentes. Le Wall Street Journal accuse le réalisateur Paul Verhoeven et le scénariste Ed Neumeier d'être des néo-nazis. Le réalisateur s'en défend en indiquant que ce n'est pas sa philosophie et qu'il a lui-même subi l'occupation allemande durant ses jeunes années,. Rita Kempley du Washington Post trouve quant à elle le film incohérent et ne parvient donc pas à déterminer si Verhoeven dénonce ou adule l'idéologie du Troisième Reich,. Janet Maslin du New York Times reproche au film d'être patriotique, trop violent et de comporter des scènes de nu. Elle pense que Starship Troopers ne s'adresse qu'aux amateurs de films violents et même si elle concède que les combats sont bien réalisés et qu'ils sont à voir, elle conseille plutôt d'aller voir une autre production de science-fiction de Sony, sortie durant la même période : Bienvenue à Gattaca. Roger Ebert du Chicago Sun-Times, qui reproche au film son côté militariste, trouve Star Wars bien meilleur car plus joyeux et humoristique. Il a souri en visionnant le film de Verhoeven mais uniquement grâce au côté satirique du film. Pour lui, Star Wars représente le côté humaniste du cinéma de science-fiction alors que Starship Troopers en est le côté totalitariste. Ebert affirme également que les Arachnides, en tant qu’antagonistes, sont moins intéressants que ce que propose par exemple le film Alien.
Ces avis très négatifs précèdent la sortie européenne et font passer le film comme étant fasciste. Cela complique beaucoup la tournée de promotion en Allemagne, en Italie et dans une moindre mesure en France. En revanche, l'accueil en Angleterre est beaucoup plus favorable.
Todd McCarty pour Variety a compris le ton ironique de l’histoire et salue la « vigueur et l’enthousiasme de la réalisation du Verhoeven ». Il souligne également que bien que manifestement fasciste, le gouvernement décrit dans le film a réalisé l’idée d’une égalité totale entre les sexes et les races.
En France, Arnold de Ciné Live écrit qu'après le « bide » de Showgirls (1995), Verhoeven revient à la « SF destroy et rigolote » dont il renouvelle le genre avec un « constant et volontaire second degré ». Arnold, réagissant à la critique du Wall Street Journal, indique qu’il trouve le film moins réactionnaire que Top Gun (1986). Pour lui, Starship Troopers est un « excellent divertissement bien plus subtil et malin qu’on pourrait croire de prime abord ». Dans une autre veine, Christophe Honoré pour les Cahiers du cinéma considère que le film « a été élaboré juste pour faire un maximum d'entrées auprès de jeunes Américains pendant un week-end de vacances, des puceaux accros aux jeux vidéo qui entrent dans une salle comme ils se mettent aux manettes d'un Doom-like, avec pour seul objectif de voir bousiller tout ce qui apparaît dans leur champ visuel ». Il reconnaît cependant que « les ados américains ne se trompent jamais » .
En 2012, le site de critiques Slant Magazine classe Starship Troopers à la 20e place sur sa liste des cent meilleurs films des années 1990.

### Box-office
Starship Troopers est un film tout juste rentable avec 121 214 000 US$ de recettes pour un budget de 105 000 000 US$. Il se hisse seulement à la trente-cinquième place annuelle en Amérique du Nord et à la trente-huitième place au niveau mondial. En France avec 965 000 entrées, le film se classe en quarante-et-unième position du box-office de l’année 1998 loin derrière les films de science-fiction Armageddon (6e), The X-Files (18e) et Deep Impact (34e).
| Pays ou région | Box-office (1997-1998) | Date d'arrêt du box-office | Nombre de semaines | Classement (1997-1998) |
| -------------- | ---------------------- | -------------------------- | ------------------ | ---------------------- |
| États-Unis     | 54 814 000 US$         | 18 décembre 1997           | 6                  | 35e                    |
| France         | 965 000 entrées        | 10 février 1998            | 3                  | 41e                    |
| Total Monde    | 121 214 000 US$        | -                          | -                  | 38e                    |

## Distinctions
Le film est nommé à l'Oscar des meilleurs effets visuels à la 70e cérémonie des Oscars en 1998 face à Le Monde perdu : Jurassic Park et Titanic. L'Oscar est remporté par ce dernier film. Starship Troopers remporte cependant le Saturn Award des meilleurs effets spéciaux pour le travail de Scott Anderson, Alec Gillis, Phil Tippett, John Richardson, Tom Woodruff et le Saturn Award des meilleurs costumes pour le travail d'Ellen Mirojnick.

### Récompenses
| Année | Cérémonie ou récompense  | Prix                                  | Lauréat(es)                                                                       |
| ----- | ------------------------ | ------------------------------------- | --------------------------------------------------------------------------------- |
| 1998  | Fangoria Chainsaw Awards | Meilleur maquillage / effets spéciaux | Phil Tippett et Kevin Yagher                                                      |
| 1998  | Saturn Awards            | Meilleurs costumes                    | Ellen Mirojnick                                                                   |
| 1998  | Saturn Awards            | Meilleurs effets spéciaux             | Scott E. Anderson, Alec Gillis, John Richardson, Phil Tippett et Tom Woodruff Jr. |

### Nominations et selections
| Année | Cérémonie ou récompense                | Prix                                                                       | Lauréat(es)                                                     |
| ----- | -------------------------------------- | -------------------------------------------------------------------------- | --------------------------------------------------------------- |
| 1997  | Awards Circuit Community Awards (ACCA) | Meilleurs effets visuels                                                   | Starship Troopers                                               |
| 1998  | Blockbuster Entertainment Awards       | Révélation masculine préférée                                              | Casper Van Dien                                                 |
| 1998  | Blockbuster Entertainment Awards       | Révélation féminine préférée                                               | Denise Richards                                                 |
| 1998  | Hugo                                   | Meilleure présentation dramatique                                          | Paul Verhoeven, Edward Neumeier et Robert A. Heinlein           |
| 1998  | Motion Picture Sound Editors           | Meilleur montage son - Effets sonores et bruitages                         | Starship Troopers                                               |
| 1998  | Motion Picture Sound Editors           | Meilleur montage son - Dialogues et doublages                              | Starship Troopers                                               |
| 1998  | Motion Picture Sound Editors           | Meilleur montage sonore dans un long métrage - Effets sonores et bruitages | Jeffrey Kaplan                                                  |
| 1998  | MTV Movie & TV Awards                  | Meilleure scène d’action                                                   | L’attaque du fort par les Arachnides                            |
| 1998  | Oscars                                 | Oscar des meilleurs effets visuels                                         | Scott E. Anderson, Alec Gillis, John Richardson et Phil Tippett |
| 1998  | Satellite Awards                       | Meilleur film d'animation ou multimédia                                    | Jon Davison et Alan Marshall                                    |
| 1998  | Satellite Awards                       | Meilleurs effets visuels                                                   | Scott E. Anderson et Phil Tippett                               |
| 1998  | Saturn Awards                          | Meilleur film de science-fiction                                           | Starship Troopers                                               |
| 1998  | Saturn Awards                          | Meilleure réalisation                                                      | Paul Verhoeven                                                  |
| 1998  | Saturn Awards                          | Meilleur scénario                                                          | Edward Neumeier                                                 |
| 1998  | World Animation Celebration            | Meilleure utilisation de l'animation comme effet spécial                   | Starship Troopers                                               |
| 2004  | Fantastic'Arts                         | Rétrospective Bestiaire Fantastique                                        | Starship Troopers                                               |
| 2012  | Festival du film Jules Verne           | Meilleur film d'aventure ou de science-fiction                             | Starship Troopers                                               |

## Analyse

### Inspiration

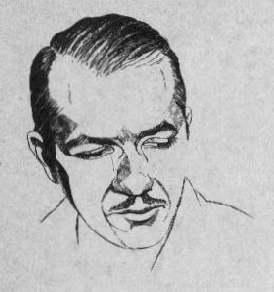
Dessin de 1953 représentant Robert A. Heinlein.

Verhoeven indique avoir arrêté de lire le livre Étoiles, garde-à-vous ! après seulement deux chapitres car il le trouve mauvais et ennuyeux. Il demande alors au scénariste Edward Neumeier de lui raconter l'histoire qui décrit en fait la vie de garnison et ne concerne qu’assez peu les extraterrestres. Il n’y a que quelques passages au sujet de la guerre au début et à la fin du roman. Cependant, les thèmes abordés par Robert A. Heinlein se retrouvent bien dans le film. Selon Verhoeven, l’aspect fasciste et totalitariste se trouve déjà présent dans le roman. C'est d'ailleurs ce qui le rend difficilement adaptable. Paul Verhoeven choisit de prendre exactement le contre-pied du roman pour réfuter certains thèmes qui s’y trouvent. Il en fait une satire. Le film de guerre devient un film contre la guerre en montrant l'horreur de la guerre et le cynisme des généraux. Jouant sur le second degré, il mélange les clichés et les conventions de la propagande militaire, des feuilletons américains pour adolescents, des films de guerre et de science-fiction.
Bien que s’étant éloigné du livre, le film reprend de nombreux éléments de la trame narrative. Avant le recrutement de Johnny Rico, sont conservés la scène de dispute entre Rico et son père, la scène de classe avec le professeur de philosophie morale et la scène avec le recruteur amputé. Pendant l'instruction militaire de Johnny sont repris l’accueil des nouvelles recrues par Zim, la mort du soldat Breckinridge , la scène du lancer de couteau et la correction au fouet. Durant la guerre, sont aussi conservées la destruction de la ville de Buenos Aires, la bataille de Klendathu, la mort du lieutenant Rasczak , la mission sur la planète P et la capture du « cerveau » par Zim .
De nombreux noms de personnages sont tirés du roman : Juan « Johnnie » Rico qui devient John « Johnny » Rico, Dizzy Flores, Carmencita dite « Carmen » Ibanez , Ace et Pat Leivy qui sont fusionnés dans le personnage Ace Levy,, Carl et Al Jenkins qui sont fusionnés dans le personnage Carl Jenkins,, Charlie Zim, Jean Dubois et Rasczak qui sont fusionnés dans le personnage de Jean Rasczak,, Breckinridge, « Kitten » Smith, Shujimi, Yvette Deladrier qui devient Deladier, Emilio Rico qui devient Bill Rico, Bronski, Willie qui devient Willy, Birdie et Diennes qui devient Dienes.

### Différences avec le roman
Le film diffère abondamment du livre à tel point qu'il convient de les voir comme deux entités totalement indépendantes. Certaines dissemblances sont particulièrement notables. Ainsi dans le film, le personnage de Carl a des pouvoirs psychiques et devient un des artisans de la victoire des humains contre les Arachnides. Dans le roman Carl est un génie de l’électronique qui rejoint les Unités de Recherche et de Développement sur Pluton, où il meurt au tout début de la guerre.
De même, le triangle amoureux entre Dizzy, Johnny et Carmen n'existe que dans le film. Dans le roman, Carmen est juste une camarade de classe de Rico. Il n'a pas avec elle de liaison sentimentale, seulement un petit béguin. La Dizzy décrite dans le film n'existe pas. Dans le roman, Dizzy est un soldat que Rico rencontre dans un camp d’entraînement. Zander, le rival sentimental et sportif de Johnny n’apparaît pas dans le roman. D'autant plus que le Johnny du livre n'a jamais participé à des compétitions sportives.
Dans le livre, Johnny ne retrouve pas son professeur de lycée durant la guerre. Ils échangent seulement des lettres durant son instruction. Le sergent Zim du livre n'a pas besoin d'être dégradé pour aller sur le front contrairement à son homologue cinématographique. Dans le film, le père de Johnny est foncièrement antimilitariste et meurt à Buenos Aires. Dans le roman, il change d'avis et rejoint l'unité de son fils en tant qu'adjudant.

### Critique du fascisme et de la guerre
Paul Verhoeven a étudié le fascisme et est donc familier de l'iconographie nazie. Il l'utilise au maximum pour pouvoir la dénoncer et interpeller le public. Pour lui, Starship Troopers est une réponse au film nazi de Leni Riefenstahl Le Triomphe de la volonté (1935),. Le réalisateur désidéalise la guerre en la filmant dans sa violence la plus crue. Il utilise également l’hyperbole lorsqu’il inclut des messages de propagande du réseau fédéral qui pousse sans raison à la xénophobie, annonce la pendaison en direct à la télévision d’un criminel ou demande aux enfants de participer à l’effort de guerre.
Malgré les affirmations du réalisateur, il reste difficile de voir ce qu’est réellement le film. S’il est visionné au premier degré, il est clair qu’il promeut une image attirante de la guerre et du militarisme. Les personnages ne mettent quasiment jamais en doute les décisions de leur hiérarchie. La violence est également très présente dans le film et peut être vue comme un travail de complaisance pour satisfaire le désir de violence du spectateur. Elle se trouve sous la forme d’une violence mentale avec la présence de l’imagerie nazie et d'une violence physique mise en œuvre par les Arachnides.
Dans un article d’août 2001, la chercheuse Lene Hansen s’interroge pour savoir si le fascisme est forcément antiféministe. Dans l’idéologie fasciste traditionnelle, la femme est reléguée au rang de mère nourricière et de femme au foyer. Pour Hansen, le film Starship Troopers rompt avec cette tradition et présente une utopie fasciste où les hommes et les femmes sont parfaitement égaux. Hansen prend notamment appui pour son propos sur la scène de la douche mixte. Dans cette scène, Verhoeven veut exprimer que les prétendues avancées qu'apporterait le fascisme se feraient au détriment de la libido. Les jeunes gens ne parleraient que de guerre et de leur carrière sans se regarder. « Ils sont sublimés parce qu'ils sont fascistes ».
Pour Verhoeven, c'est également un film sur le paradis perdu où l'innocence de la jeunesse est remplacée par la cruauté de la guerre. Il veut insister également pour montrer comment la propagande militaire persuade la jeunesse que le sacrifice personnel pour son pays est une bonne idée.

### Critique de l'impérialisme américain
Verhoeven explique l'usage de l'ironie et de l'hyperbole : « en jouant avec le fascisme et l'imagerie fasciste pour pointer certains aspects de la société américaine », il reproche aux États-Unis, entre autres, leurs interventions lors de la guerre du Viêt Nam (1955-1975), de l'invasion de la Grenade (1983), de l'invasion du Panama (1989-1990) et de la guerre du Golfe (1990-1991),. Même si une partie du film se déroule dans un Buenos Aires futuriste, le réalisateur a voulu qu’il ressemble à une ville nord-américaine. Avec un budget de plus de 100 000 000 $, le metteur en scène se doit de faire un film divertissant, mais il souhaite également y introduire une dimension politique. Il souhaite d'abord séduire le public pour ensuite lui parler du vrai sujet du film. Verhoeven avoue avoir surestimé la capacité du public américain à accepter cela.
Après les attentats du 11 septembre 2001, les Américains découvrent la critique de l'impérialisme américain présente dans le film. Sur le plateau, Verhoeven demande d'ailleurs aux interprètes de jouer les va-t-en-guerre et de le faire avec excès. Le début de la guerre dans le film n'est pas l'attaque de Buenos Aires par les Arachnides, mais l'installation sur la planète Dantana d'une colonie de Mormons dans la zone spatiale contrôlée par les Arachnides. Selon le réalisateur, c'est typiquement américain de ne voir le début de la guerre qu'à partir de l'attaque de l'ennemi et de ne pas voir qu'on lui a causé précédemment du tort.

### Références culturelles

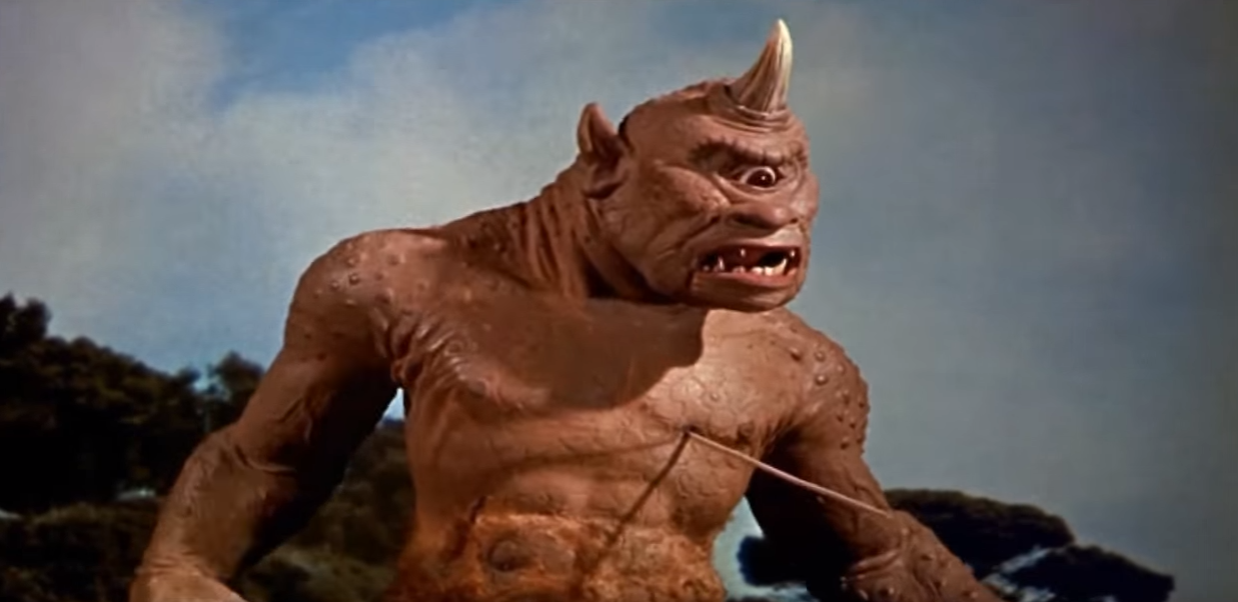
Image du film Le Septième Voyage de Sinbad, référence cinématographique pour Verhoeven et Tippett.

### Suites

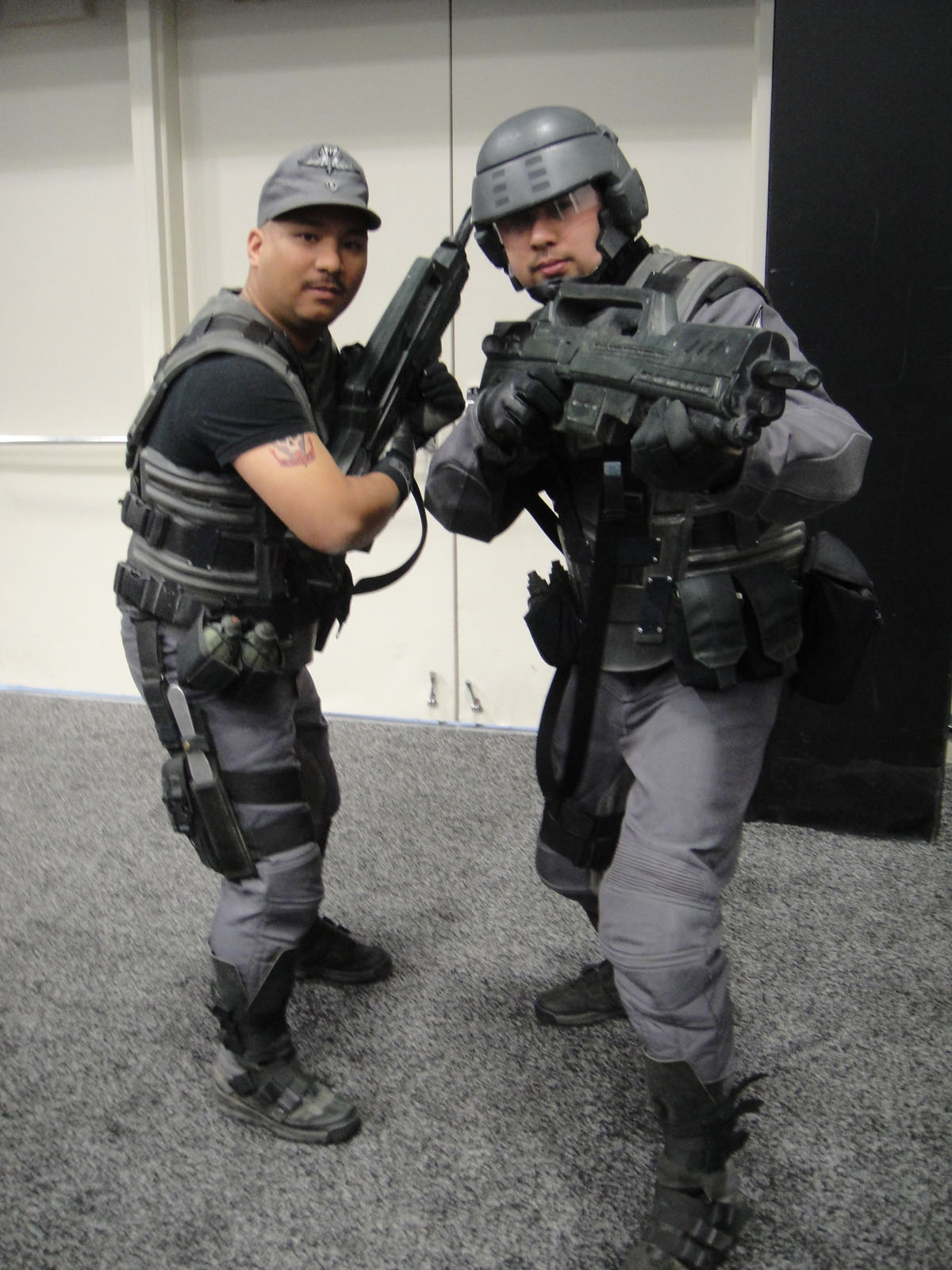
Cosplays de soldats de la Fédération.